# Felicjan Sławoj Składkowski
Felicjan Sławoj Składkowski (Gąbin, 9 luglio 1885 – Londra, 31 agosto 1962) è stato un medico, generale e politico polacco.
Ha ricoperto la carica di Ministro degli Affari Esteri della Polonia ed è stato l'ultimo Primo Ministro prima della seconda guerra mondiale.

## Biografia
Składkowski studiò medicina all'Università Jagellonica a Cracovia, laureandosi nel 1911. In seguito lavorò come medico a Sosnowiec; combatté nelle Legioni Polacche durante la prima guerra mondiale e in seguito nella guerra polacco-sovietica del 1919—1921. Nel 1924, come Brigadiere-Generale, fu nominato capo del servizio sanitario militare polacco da Józef Piłsudski.
Dopo il colpo di stato di maggio del 1926, Składkowski funse da Ministro degli Interni, carica che resse (con un piccolo intervallo) fino al giugno 1931. Dopo di questo, fu nominato Ministro della Difesa.
Il 13 maggio 1936 Składkowski divenne Primo Ministro e Ministro degli Interno. Fu il Primo ministro della Polonia che rimase più a lungo in carica nel periodo interbellico, restando al potere per 3 anni e 4 mesi fino al 30 settembre 1939.
Durante le funzioni di Primo Ministro, fu colpito dalla mancanza di mezzi sanitari in molte frazioni della Polonia, ed emise pertanto un decreto che stabilì che in ogni edificio polacco ci dovesse essere una latrina. Questo portò alla costruzione in molte frazioni di strutture in legno sul retro degli edifici, che furono di conseguenza chiamati "sławojki".
Dopo l'invasione tedesca del 1º settembre 1939, scappò in Romania e vi fu internato. Dopo l'invasione tedesca della Romania nel 1940, andò in Turchia e in seguito in Palestina. Nel 1947 si spostò a Londra, dove morì nel 1962.
Fu membro della Massoneria.